# 泛雞雁類
泛鸡雁类（学名：Pangalloanserae）是一个鸟类分类单元。由雅克·戈提耶和凯文·代·奎罗斯于2001年定义为“包含鸡雁小纲但不包含新鸟小纲的最大分类单元”。这个类群包含了鸡雁小纲和所有基干泛鸡雁类。